# Los veinticuatro amigos

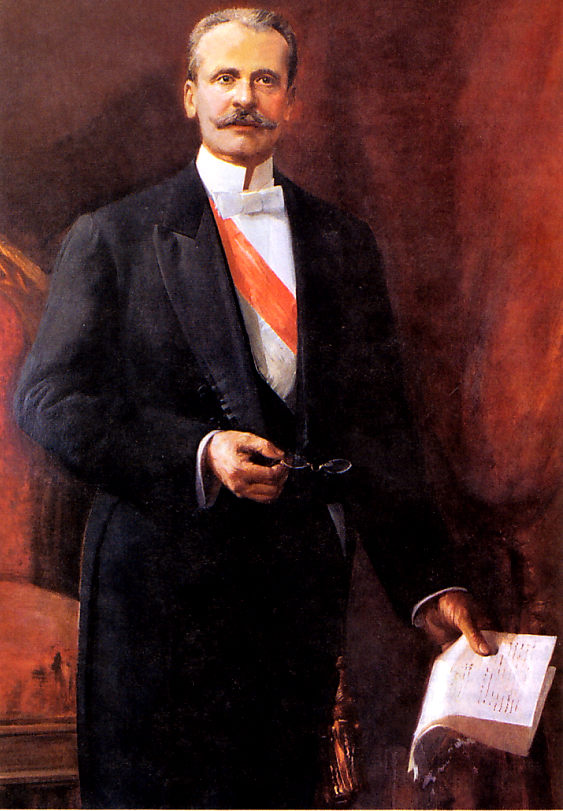
Manuel Candamo, uno de los principales miembros del grupo que llegó a ser Presidente de la República.

«Los 24 amigos» fue el nombre con el que fue conocido un grupo informal de la oligarquía peruana que pertenecía al Partido Civil y que dirigió gran parte de la economía nacional durante la época que se conoce en la Historia peruana como República Aristocrática. Tradicionalmente se dice que fue fundado en una reunión el 28 de julio de 1892. La mayoría de las familias que pertenecieron a este grupo eran rentistas, terratenientes, banqueros, empresarios productores de maiz, azúcar y algodón, dueños de diarios y reconocidos intelectuales y profesionales que pertenecían al Club Nacional, en el que se reunían semanalmente los viernes.
A este élite pertenecieron los presidentes Manuel Candamo Iriarte y Eduardo López de Romaña y Alvizuri, así como diferentes ministros de gobierno.
Entre las personas que conformaron este grupo estuvieron:
- Francisco Rosas Balcázar: diplomático y político, ministro durante el gobierno de Manuel Pardo y Lavalle.
- Luis Carranza: codirector de El Comercio.
- Pedro Correa y Santiago: empresario y político.
- José Antonio Miró Quesada: director y dueño de El Comercio.
- Narciso de Aramburú.
- Ernest Malinowski: ingeniero polaco.
- Armando Vélez.
- Domingo Olavegoya Yriarte: empresario y terrateniente.
- Isaac Alzamora: reconocido abogado.
- Luis Felipe Villarán: abogado y ministro durante el gobierno de Manuel Candamo.
- Domingo Almenara.
- Estanislao Pardo de Figueroa y de Águila: abogado y político. Diputado por Tacna y por Lima, ministro de Justicia y Culto, vocal de la Corte Suprema.
- Pedro D. Gallagher Robertson-Gibbs: empresario minero, banquero, presidente de la Cámara de Comercio.
- Ezequiel Álvarez-Calderón.
- Manuel Álvarez-Calderón: empresario.
- Calixto Pfeiffer.
- Carlos Ferreyros: político.
- Enrique Barreda y Osma: empresario y político.
- Ántero Aspíllaga Barrera: empresario y político.
- Luis N. Bryce y de Vivero: empresario y político.
- Alejandro Garland: empresario.
- Leonidas Cárdenas.

Otros personajes que integrarían el selecto grupo serían:
- Felipe de Osma y Pardo: diplomático y ministro durante el gobierno de Eduardo López de Romaña.
- Augusto B. Leguía: político y Presidente de la República.
- Felipe Pardo.
- Francisco Tudela y Varela: abogado y ministro durante los gobiernos de José Pardo y Barreda y Guillermo Billinghurst.
- Antonio Miró Quesada de la Guerra: periodista y abogado.
- José Pardo.
- Víctor Maurtua.

Este grupo caería con el Partido Civil después de que la República Aristocrática perdiera el poder con el Oncenio de Leguía.